# Nationalpark Port-Cros
Der französische Nationalpark Port-Cros (französisch Parc national de Port-Cros) wurde am 14. Dezember 1963 von Staatspräsident Pompidou dekretiert. Das Gebiet um die Inseln Porquerolles, Port-Cros und andere, liegt zehn Kilometer vor der französischen Côte d’Azur, östlich von Toulon und Hyères.

## Geographie, Artenreichtum, Naturschutz
Der Nationalpark Port-Cros umfasst die beinah vollständig unter Naturschutz stehende Inseln Porquerolles, Port-Cros und die vorgelagerten kleinen Inseln Bagaud, Gabinière und Rascas einschließlich eines 600 Meter breiten marinen Schutzgürtels um die Küstenlinie, insgesamt 700 Hektar Land und 1288 Hektar umliegende Wasserflächen. Der Nationalpark ist der erste Nationalpark Europas, der terrestrische und maritime Zonen vereint. Seit 1971 stehen auch ein 1000 Hektar großes Gebiet auf der Nachbarinsel Porquerolles und das dort ansässige staatliche Institut für Meeresbotanik (Conservatoire Botanique National Méditerranéen de Porquerolles) unter der Verwaltung des Nationalparks. Die etwa 30 ständig auf der Insel lebenden Einwohner sind den strengen Auflagen der Nationalparkverwaltung ebenso unterworfen wie die per Schiff ankommenden Tagesgäste. Das Baden ist an genau drei Stränden erlaubt. Rauchen oder das Mitführen von Hunden ist weitgehend, teils unter Androhung erheblicher Strafen verboten.

Grün ausgekleidet: Ausdehnung des Nationalparks Port-Cros

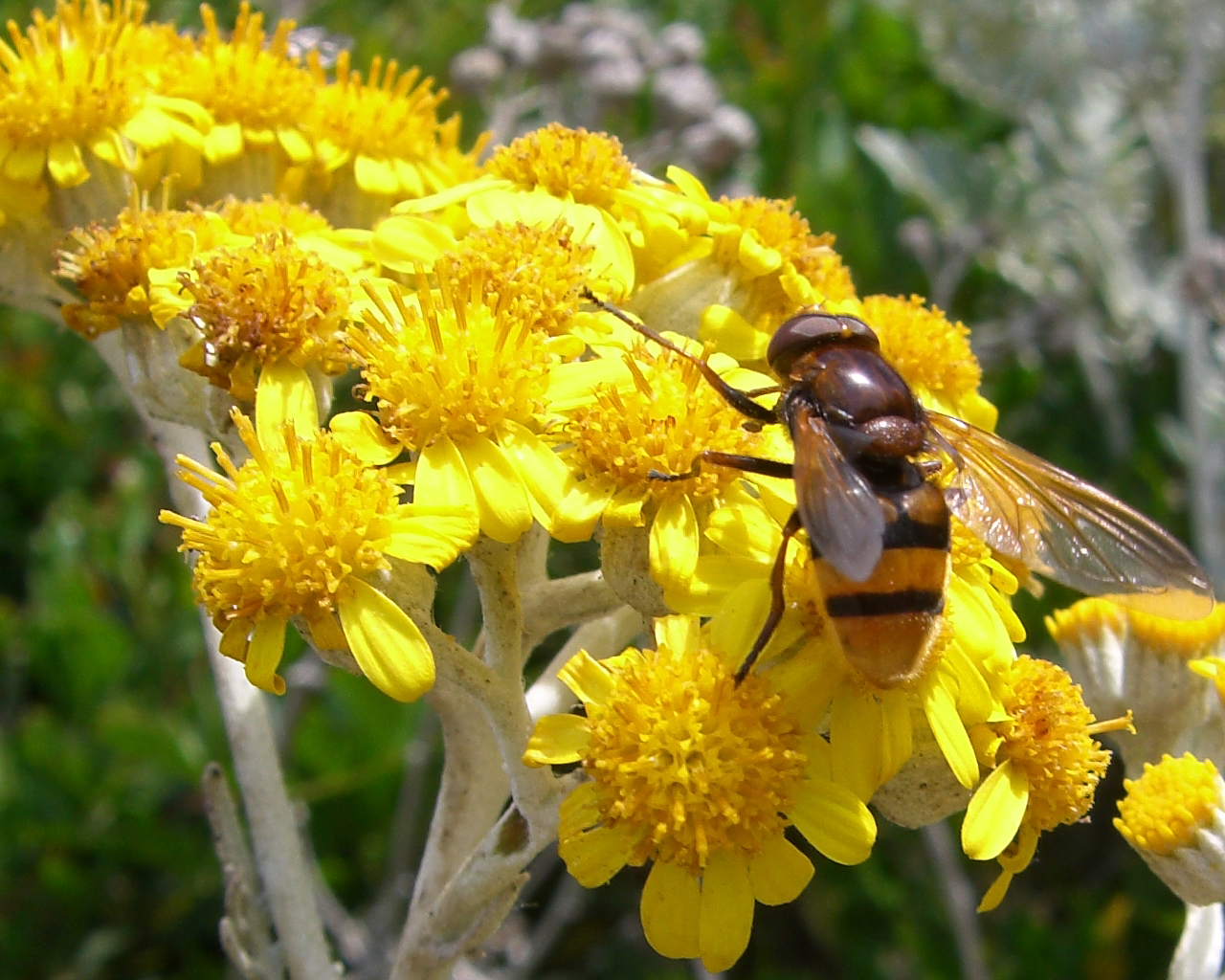
Hornissenschwebfliege und Weißfilziges Greiskraut

Laut dem Botanik-Institut auf Porquerolles gibt es auf Port-Cros circa 530 einheimische Pflanzenarten, darunter einige, die nur auf der Insel vorkommen. Da das Gebiet seit 1890 nicht mehr landwirtschaftlich genutzt wird, ist es fast vollständig waldbedeckt, vorwiegend mit Steineichenwäldern (der ursprünglichen Hartlaubvegetation des Raumes), sowie Strandkiefern und Erdbeerbäumen.
Die vom Aussterben bedrohte Mittelmeer-Mönchsrobbe soll im Nationalpark wieder angesiedelt werden.
Port-Cros hat große Anziehungskraft für Hobby-Ornithologen. Von den 114 Vogelarten, die in Port-Cros stetig gesichtet werden, brüten 21 auf der Insel, darunter mehrere Falkenarten, Alpensegler, Wiedehopfe, Blaumerlen, Nachtigallen, Provencegrasmücken und Stieglitze.
Es gibt mehrere Gecko-Arten, eine kleine, überwiegend dämmerungsaktive Echsenart. Der Europäische Halbfinger-Gecko ist auch an der Festlandküste zu finden. Der auf der Insel heimische Europäische Blattfinger-Gecko und der Sardische Scheibenzüngler, eine besonders große Froschart, kommen auf dem französischen Festland nicht vor.

## Geschichte
Die Insel, deren Natur und Schönheit Anfang der 1920er-Jahre einer Hotelbebauung zum Opfer zu fallen drohte, wurde von der Eigentümerfamilie der Französischen Republik überschrieben mit der Auflage, dort einen Nationalpark einzurichten und für alle Zukunft zu unterhalten. In den Jahrzehnten zuvor waren hier regelmäßig renommierte Künstler wie André Gide und Paul Valéry zur Sommerfrische. Der ehemalige, zum Gästehaus umgestaltete Herrensitz, Maison d’Hélène, ist noch heute das einzige zugelassene Hotel. Früher kam auch der ehemalige französische Staatspräsident François Mitterrand regelmäßig in das Maison d’Hélène und brachte bei einem Besuch den damaligen Bundeskanzler Helmut Kohl mit.